# Ezra Henniger
Ezra Henniger, född 1 maj 1927, död 22 januari 1990, var en friidrottare från Kanada. Han deltog vid olympiska sommarspelen 1948.